# Хомичи (Дзержинский район)
Хомичи́ (бел. Хамічы) — деревня в составе Фанипольского сельсовета Дзержинского района Минской области Беларуси. Деревня расположена в 10 километрах от Дзержинска, 22 километрах от Минска и 8 километрах от железнодорожной станции Фаниполь.

## История
Известна с XVI века. В 1588 двор Уса находился в составе имения Койданово в Минском повете Минского воеводства Великого княжества Литовского, насчитывалось 15 дымов. В 1768 году насчитывалось 22 двора, во владении И. Огинского. После второго раздела Речи Посполитой, деревня оказалась в составе Российской империи. В 1800 году двор находился во владении Доминика Радзивилла, насчитывалось 27 дворов, проживали 132 жителя.
В конце XIX — начала XX века и находилась в составе Койдановской волости Минского уезда Минской губернии. В 1897 году, по данным переписи населения в деревне проживали 53 жителя, насчитывалось 8 дворов. В 1917 году — 11 дворов, 82 жителя. С 20 апреля 1924 года в составе Байдацкого сельсовета (переименован 21 августа 1925 года в Ледницкий) Койдановского района Минского округа. В годы коллективизации был образован колхоз, в 1926 году проживали 125 жителей, насчитывалось 20 дворов.
Во время Великой Отечественной войны с 28 июня 1941 года по 7 июля 1944 года деревня была оккупирована немецко-фашистскими захватчиками, на фронтах войны погибли 4 жителя деревни. С 16 июля 1954 года в составе Фанипольского сельсовета, в 1960 году проживали 70 жителей. В 1991 году в деревне насчитывалось 10 придомовых хозяйств, проживали 4 жителя. По состоянию на 2009 год находится в составе СПК «Искра».

## Население
| Численность населения (по годам) | Численность населения (по годам) | Численность населения (по годам) | Численность населения (по годам) | Численность населения (по годам) | Численность населения (по годам) | Численность населения (по годам) | Численность населения (по годам) |
| 1800                             | 1853                             | 1909                             | 1917                             | 1926                             | 1960                             | 1991                             | 1999                             |
| -------------------------------- | -------------------------------- | -------------------------------- | -------------------------------- | -------------------------------- | -------------------------------- | -------------------------------- | -------------------------------- |
| 132                              | ↗146                             | ↘64                              | ↗82                              | ↗125                             | ↘70                              | ↘14                              | ↘10                              |
| 2004                             | 2009                             | 2017                             | 2018                             | 2020                             | 2022                             |                                  |                                  |
| ↘9                               | ↘8                               | ↘5                               | ↘4                               | ↗5                               | ↗8                               |                                  |                                  |